# بيتروس رافوسيس
بيتروس رافوسيس (باليونانية: Πέτρος Ραβούσης)‏ ، من مواليد 1 أكتوبر 1954 ، لاعب كرة قدم يوناني سابق.
لعب مع منتخب اليونان لكرة القدم.

## روابط خارجية
- بيتروس رافوسيس على موقع الاتحاد الدولي (مؤرشف)  (الإنجليزية)
- بيتروس رافوسيس على موقع قاعدة بيانات كرة القدم.إي يو (الإنجليزية)
- بيتروس رافوسيس على موقع ناشيونال فوتبول تيمز (الإنجليزية)
- بيتروس رافوسيس على موقع عالم كرة القدم.نت (الإنجليزية)